# Grote Markt (Roeselare)

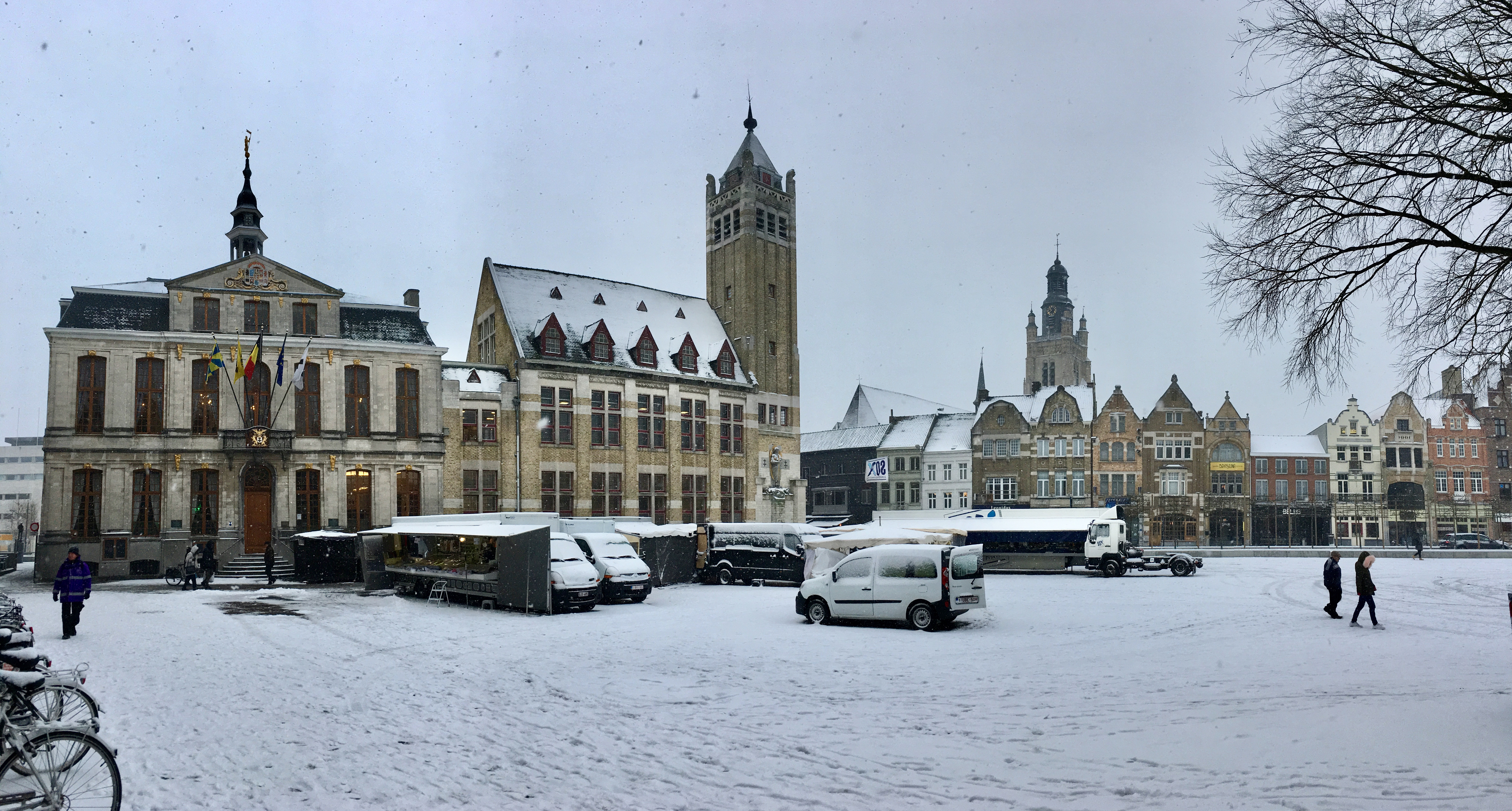
Grote Markt

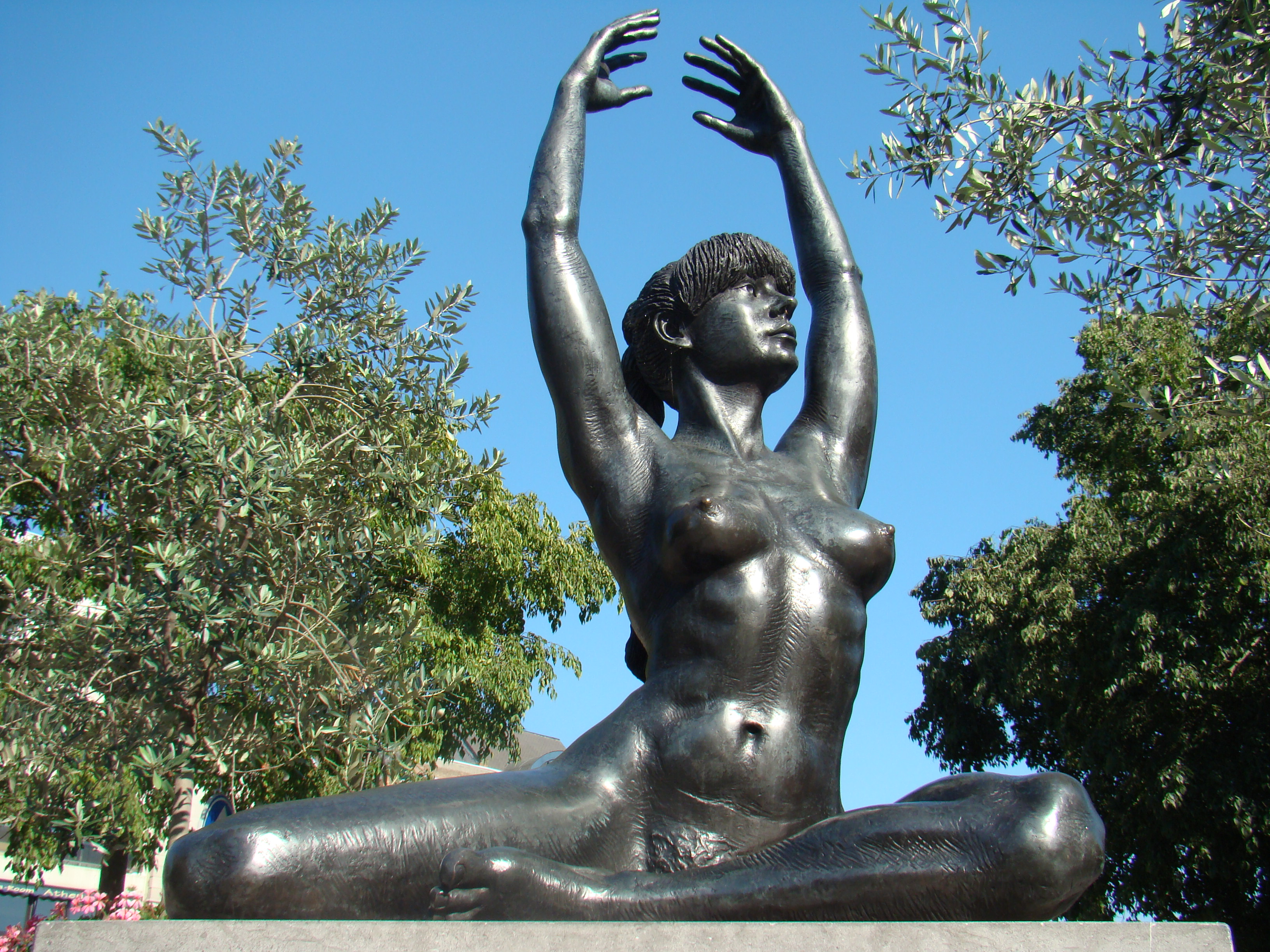
Sierlijkheid, van Irénée Duriez

De Grote Markt is het centrale plein in de West-Vlaamse stad Roeselare.
De belangrijkste straten: Noordstraat, Zuidstraat, Ooststraat, Nonnenstraat, Manestraat en Botermarkt komen op dit plein uit.
Aanpalend vindt men de Sint-Michielskerk. Omstreeks 1260 bouwde men op het plein de lakenhal met belfort. In 1704 stortte dit belfort in. In 1941 en 1979 werden opgravingen verricht, waarbij de omtrek van het voormalige complex duidelijk werd. Dit is op het marktplein weergegeven. Aan de zuidzijde bevindt zich het huidige Stadhuis van Roeselare, waarvan de oudste delen uit 1769-1771 stammen, en het belfort uit 1921.
Een andere belangrijk bouwwerk is de laatgotische gevel behorende bij het Grauwzustersklooster.
Op de Grote Markt ziet men neoclassicistische 19e-eeuwse gevels, vaak met een lijstgevel, zoals ontworpen door René Doom, terwijl eind 19e eeuw de neogotiek opkwam. In de 20e eeuw werd Alfons Van Coillie één der architecten van de art-decostijl.
Na de Eerste Wereldoorlog was de Markt weliswaar niet sterk beschadigd, maar toch werd de bebouwing geherstructureerd, waarbij art decogevels verschenen. Middels subsidies trachtte men eenheid in stijl te bewerkstelligen.

## Beelden en monumenten
In 1979 werd de Grote Markt heringericht en werd het beeld Sierlijkheid geplaatst. Van Willy Cauwelier is het beeld Persvrijheid. Aan Zuidstraat 17 vindt men een gedenkplaat voor Emiel Duyvewaerdt, kunstschilder (1849-1926).